# NGC 3455
NGC 3455 é uma galáxia espiral barrada (SBb) localizada na direcção da constelação de Leo. Ela possui uma declinação de +17° 17' 04" e uma ascensão recta de 10 horas, 54 minutos e 30,9 segundos.
A galáxia NGC 3455 foi descoberta em 21 de Março de 1784 por William Herschel.